# Ferrovia Barletta-Spinazzola

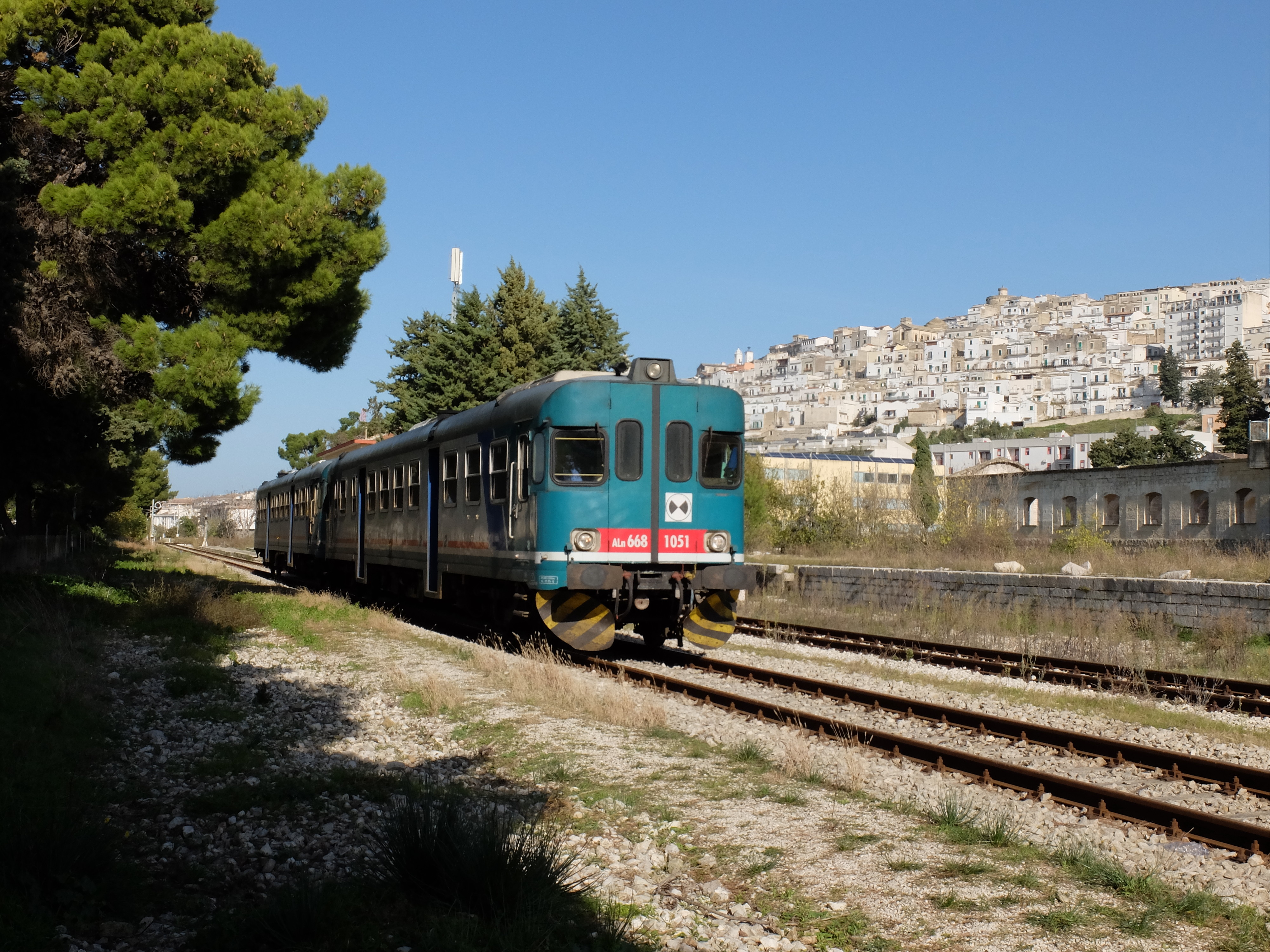
Il passaggio di un'automotrice diesel nei pressi di Minervino Murge (2016)

La ferrovia Barletta–Spinazzola è una linea ferroviaria secondaria pugliese, che collega la costa, partendo da Barletta, con l'interno, fino a Spinazzola, attraversando il territorio delle Murge, in provincia di Barletta-Andria-Trani.

## Storia
La linea Barletta-Spinazzola fu inaugurata nell'agosto del 1895. Le finalità erano inizialmente prettamente militari, cioè collegare velocemente l’Adriatico al Tirreno - e viceversa - sulla dorsale cosiddetta “mediterranea” passando per altra linea da Rocchetta Sant’Antonio; tuttavia la si immaginò anche al servizio degli agricoltori e dei braccianti del vasto comprensorio facilitando i trasporti delle derrate agricole, soprattutto uva e vino, verso la città di Barletta dalla quale potevano raggiungere velocemente le destinazioni del Nord, nel contempo favorendo gli spostamenti dei lavoratori verso le numerose masserie lungo il percorso. Le stazioni intermedie erano: Monte Altino (fermata), Canne (successivamente denominata “Casalonga"), Canosa di Puglia, Cefalicchio (fermata), Minervino Murge ed Acquatetta. Nel 1965 si cominciò a prendere in considerazione la possibilità di apportare delle modifiche alla linea che inizialmente si concretizzò nella sola eliminazione di alcune "fermate". Fu invece l'allora Ministro dei Trasporti Claudio Signorile, nel 1985, ad imporre una drastica riorganizzazione di tutta la linea sopprimendo le fermate e stazioni intermedie di Monte Altino, Casalonga, Cefalicchio, Acquatetta e Paredano per "traffico ormai scarso se non inesistente". Nello stesso tempo si intervenne per regolarizzare il percorso eliminando tutti i binari superflui. Tutta la linea Barletta-Spinazzola, nonostante le commemorazioni svoltesi nel 2005 per festeggiare il 110º anno dall'istituzione (con contemporanea realizzazione di una cartolina a colori) e una razionale sistemazione della stazione di Canne della Battaglia, non svolge più servizio regolare di trasporto passeggeri. Sono in corso tentativi di valorizzare la tratta in ottica turistico-culturale
anche in considerazione del passaggio nell'ultimo tratto rasente il Parco nazionale dell'Alta Murgia, geoparco  tutelato dall'Unesco.

## Caratteristiche
| Continuation backward |

|  | Unknown route-map component "ABZg+l" | Unknown route-map component "ABZq+l" | Unknown route-map component "CONTfq" |

|  | Unknown route-map component "XBHF-L" | Unknown route-map component "KXBHFe-R" |  |

| Unknown route-map component "CONTgq" | Unknown route-map component "ABZgr" |  |  |

| Unknown route-map component "eHST" |

| Stop on track |

| Unknown route-map component "eBHF" |

| Unknown route-map component "SKRZ-Au" |

| Unknown route-map component "HSTeBHF" |

| Unknown route-map component "eHST" |

| Unknown route-map component "HSTeBHF" |

| Unknown route-map component "eBHF" |

| Unknown route-map component "eHST" |

|  | Unknown route-map component "vSHI1+l-STR+l" | Unknown route-map component "CONTfq" |  |

| Unknown route-map component "exCONTgq" | Unknown route-map component "veABZg+r-STR" |  |  |

| Unknown route-map component "BHFSPLe" |

| Unknown route-map component "CONTgq" | One way rightward |  |  |

La linea si presenta a binario unico e non elettrificato. Nonostante una lunghezza di 66 chilometri, la ferrovia, oltre ai due capolinea, ha soltanto tre stazioni attive: Canne della Battaglia (piccola stazione nell'omonima località archeologica, a dieci chilometri da Barletta), Canosa di Puglia e Minervino Murge.
Il traffico passeggeri è attualmente molto scarso e irregolare. La tratta ha svolto comunque un ruolo importante per la mobilità dei cittadini dell'entroterra murgiano consentendo di raggiungere la città di Barletta e da lì, tramite interscambio, prendere le diramazioni lungo la linea adriatica (per Bari-Lecce o per Foggia-Pescara). Esiste un altro interscambio per Rocchetta Sant'Antonio al capolinea di Spinazzola.
Dopo le ipotesi di dismissione della linea, i comuni interessati stanno avanzando proposte di rivalutazione della tratta. Nel febbraio 2014 si è ipotizzata la fermata in corrispondenza del polo ospedaliero di Barletta a servizio di tutto il territorio.

## Traffico
La tratta, nell'ultimo periodo di servizio regolare, è stata attiva solo nei giorni feriali con tre treni per direzione, di cui solo una corsa per direzione con fermata a Canne della Battaglia (con Automotrici ALn 668.3100 e 1900 del DL di Foggia).